# Raimo Pullat
Raimo Pullat (ur. 3 kwietnia 1935 w Tallinnie) – estoński historyk.

## Życiorys
Ukończył studia historyczne na Uniwersytecie w Tartu. Jego zainteresowania badawcze obejmują demografię historyczną oraz historię polityczną, w tym stosunki między Polską, Estonią i Finlandią. Jest autorem około 30 książek oraz 200 artykułów naukowych opublikowanych w kilku językach. Jest członkiem zagranicznym Polskiej Akademii Umiejętności.
14 października 2005 decyzją Senatu Katolickiego Uniwersytetu Lubelskiego został uhonorowany tytułem doktora honoris causa. W 1999 otrzymał Krzyż Kawalerski, w 2005 Krzyż Oficerski, a w 2011 Krzyż Komandorski Orderu Zasługi RP. Honorowy obywatel miasta Tallinna. W 2020 wyróżniony Odznaką Honorową „Bene Merito”. W 2005 otrzymał Order Białej Gwiazdy IV klasy.
Honorowy obywatel miasta Tallinna. W 2020 wyróżniony Odznaką Honorową „Bene Merito”, Nagroda im. pplk Jana Kowalewskiego. W 2005 otrzymał Order Białej Gwiazdy IV klasy.

## Życie prywatne
Jego żoną jest Polka Barbara Pullat. W 1966 w Łodzi urodził się ich syn, Risto Pullat, który jest prawnikiem.

## Ważniejsze publikacje
- Stosunki polsko – fińskie w okresie międzywojennym (1998)
- Od Wersalu do Westerplatte. Stosunki estońsko – polskie w okresie międzywojennym (2003)
- Morze wódki. Przemyt alkoholu w regionie Bałtyku w okresie międzywojennym (2013)
- Wrota do przyszłości. Rola Politechniki Gdańskiej w kształtowaniu estońskiej inteligencji technicznej w latach 1904–1939 (2015)